# Албес (Болцано)
Албес (итал. Albes) је насеље у Италији у округу Болцано, региону Трентино-Јужни Тирол.
Према процени из 2011. у насељу је живело 601 становника. Насеље се налази на надморској висини од 587 м.